# Aşağı Əylis
|  | Per a altres significats, vegeu «Əylis». |

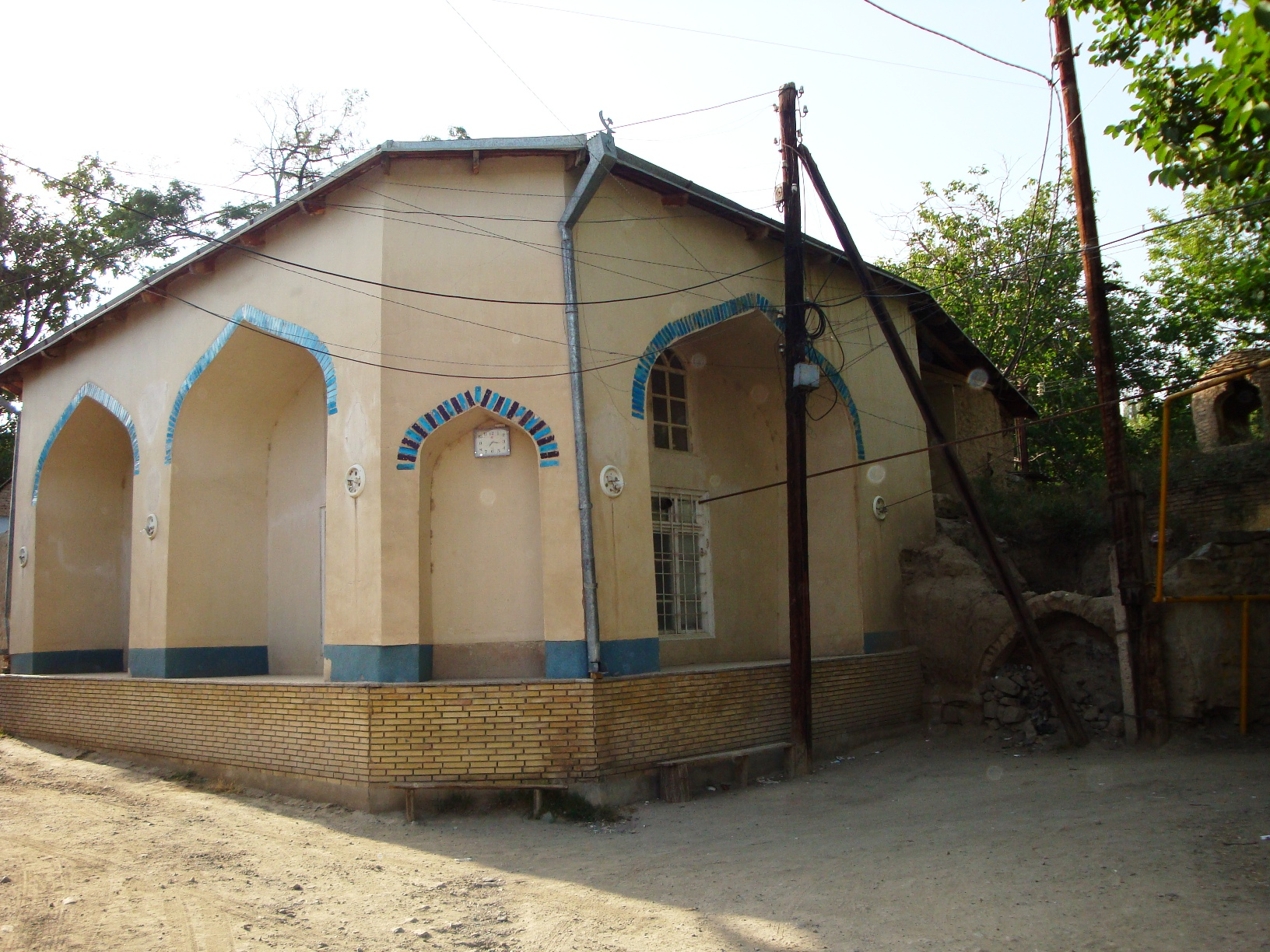
Mesquita del a la població

Aşağı Əylis (també, Nerkin Agulis, Agulis, Akulisy, Ashaga-Aylis, i Ashagy Aylis) és una població i municipi del districte d'Ordubad a Nakhtxivan, Azerbaidjan. Té una població d'aproximadament 1.000 habitants.